# Giovanni Cortasmeno
Giovanni Cortasmeno (in greco  Ἰωάννης Χορτασμένος?; intorno al 1370 – prima di giugno 1439) era un monaco bizantino e metropolita di Selimbria, che si distinse come bibliofilo, scrittore e insegnante.

## Biografia
Cortasmeno è documentato per la prima volta come notaio della cancelleria patriarcale nel 1391. Continuò a ricoprire questa carica fino al 1415 circa. A un certo punto divenne monaco, con il nome monastico di Ignatios. Alla fine fu nominato metropolita di Selimbria, carica che ricoprì fino al 1431.

## Opere
Fervente bibliofilo, Cortasmeno si distingue sia come scrittore che come insegnante, annoverando tra i suoi allievi gli studiosi Marco di Efeso, Bessarione e Gennadio Scolario. Fu autore di opere filologiche, storiche e filosofiche, nonché di almeno 56 lettere superstiti a vari letterati e all'imperatore Manuele II Palelogo. Scrisse un'agiografia di Costantino il Grande e di Elena di Costantinopoli, commenti su Giovanni Crisostomo e Aristotele, un trattato sulla sillabazione, oltre a poesie.
È stato ipotizzato che abbia scritto un'opera storica, ora perduta, che copre il periodo tra la fine della storia dell'imperatore Giovanni VI Cantacuzeno e l'inizio del XV secolo, quando gli storici che scrissero dopo la caduta di Costantinopoli iniziarono le loro opere. Herbert Hunger gli ha attribuito un resoconto anonimo dell'assedio ottomano di Costantinopoli nel 1394-1402, ma questo è stato confutato da Paul Gautier.

## Biblioteca
Della biblioteca di Cortasmeno si conoscono almeno 24 manoscritti sopravvissuti, tra i quali spicca il Codex Aniciae Julianae di Dioscoride, che Cortasmeno fece restaurare e rilegare, aggiungendovi nel 1406 un indice e ampi scoli in greco minuscolo bizantino. Sullo stesso problema, nel manoscritto di Diofanto accanto al quale Fermat avrebbe poi scritto i suoi famosi marginalia (Ultimo teorema di Fermat), Cortasmeno scrisse: "La tua anima, Diofanto, sia con Satana a causa della difficoltà degli altri tuoi teoremi e in particolare del presente teorema". " Nel 2013, il filologo e storico della matematica italiano Fabio Acerbi ha dimostrato che Cortasmeno non stava maledicendo Diofanto a causa dello stesso passaggio accanto al quale Fermat scrisse il suo teorema (II.8 ), ma per il ben più difficile II.7.